# Anna Elisabetta di Anhalt-Bernburg
Anna Elisabetta di Anhalt-Bernburg (Bernburg, 19 marzo 1647 – Bernstadt, 3 settembre 1680) fu una principessa di Anhalt-Bernburg per nascita e per duchessa di Württemberg-Bernstadt.

## Biografia
Era figlia di Cristiano II di Anhalt-Bernburg, principe di Anhalt-Bernburg dal 1630 al 1656, e di Eleonora Sofia di Schleswig-Holstein-Sonderburg.
Venne data in sposa a Cristiano Ulrico di Württemberg-Bernstadt, sancendo così l'unione tra le dinastie Ascania e Württemberg. Il matrimonio venne celebrato a Bernburg il 13 marzo 1672.
- Luisa Elisabetta (Bernstadt, 22 febbraio 1673 -Forst, 28 aprile 1736), sposò il Duca Filippo di Sassonia-Merseburg
- Cristiano Ulrico (Bernstad, 21 febbraio 1674-Bernstad, 2 luglio 1674)
- Leopoldo Vittorio (Bernstad, 22 maggio 1675 a Bernstadt - Bernstad, 30 aprile 1676)
- Federica Cristina (Bernstad, 13 maggio 1676 a Bernstadt - Bernstad, 3 giugno 1676)
- Sofia Angelica (Bernstad, 30 maggio 1677-Pegau, 11 novembre 1700), sposò Federico Enrico di Sassonia-Zeitz-Pegau-Neustadt
- Eleonora Amone (Breslau, 2 ottobre 1678 - Bernstad, 2 aprile 1679)
- Teodosia (Bernstad, 20 luglio 1680 a Bernstadt - Bernstad, 21 settembre 1680)

## Ascendenza
|                                                      |                                    |                                               | Genitori                                        |  |  | Nonni |  |  | Bisnonni                             |  |  | Trisnonni                                |  |
|                                                      |                                    |                                               |                                                 |  |  |       |  |  | 8. Joachim Ernst, principe di Anhalt |  |  | 16. Johann IV, principe di Anhalt-Zerbst |  |
|                                                      |                                    |                                               |                                                 |  |  |       |  |  | 8. Joachim Ernst, principe di Anhalt |  |  | 16. Johann IV, principe di Anhalt-Zerbst |  |
|                                                      |                                    | 17. Margareta von Brandenburg                 |                                                 |  |  |       |  |  | 8. Joachim Ernst, principe di Anhalt |  |  |                                          |  |
| 4. Christian I, principe di Anhalt-Bernburg          |                                    |                                               |                                                 |  |  |       |  |  | 8. Joachim Ernst, principe di Anhalt |  |  |                                          |  |
|                                                      |                                    | 9. Agnes von Barby-Mühlingen                  | 18. Wolfgang I, conte di Barby-Mühlingen        |  |  |       |  |  |                                      |  |  |                                          |  |
|                                                      |                                    | 9. Agnes von Barby-Mühlingen                  | 18. Wolfgang I, conte di Barby-Mühlingen        |  |  |       |  |  |                                      |  |  |                                          |  |
|                                                      |                                    | 9. Agnes von Barby-Mühlingen                  | 19. Agnes von Mansfeld                          |  |  |       |  |  |                                      |  |  |                                          |  |
| 2. Christian II, principe di Anhalt-Bernburg         |                                    | 9. Agnes von Barby-Mühlingen                  |                                                 |  |  |       |  |  |                                      |  |  |                                          |  |
|                                                      |                                    | 10. Arnold III, conte di Bentheim-Tecklenburg | 20. Eberwin III, conte di Bentheim-Steinfurt    |  |  |       |  |  |                                      |  |  |                                          |  |
|                                                      |                                    | 10. Arnold III, conte di Bentheim-Tecklenburg | 20. Eberwin III, conte di Bentheim-Steinfurt    |  |  |       |  |  |                                      |  |  |                                          |  |
|                                                      |                                    | 10. Arnold III, conte di Bentheim-Tecklenburg | 21. Anna von Tecklenburg-Schwerin               |  |  |       |  |  |                                      |  |  |                                          |  |
| 5. Anna von Bentheim-Tecklenburg                     |                                    | 10. Arnold III, conte di Bentheim-Tecklenburg |                                                 |  |  |       |  |  |                                      |  |  |                                          |  |
|                                                      |                                    | 11. Magdalena von Neuenahr-Alpen              | 22. Gumprecht II, conte di Neuenahr-Alpen       |  |  |       |  |  |                                      |  |  |                                          |  |
|                                                      |                                    | 11. Magdalena von Neuenahr-Alpen              | 22. Gumprecht II, conte di Neuenahr-Alpen       |  |  |       |  |  |                                      |  |  |                                          |  |
|                                                      |                                    | 11. Magdalena von Neuenahr-Alpen              | 23. Amöna von Daun-Falkenstein                  |  |  |       |  |  |                                      |  |  |                                          |  |
| 1. Anna Elisabeth von Anhalt-Bernburg                |                                    | 11. Magdalena von Neuenahr-Alpen              |                                                 |  |  |       |  |  |                                      |  |  |                                          |  |
|                                                      | 12. Christian III, re di Danimarca | 24. Frederik I, re di Danimarca               |                                                 |  |  |       |  |  |                                      |  |  |                                          |  |
|                                                      | 12. Christian III, re di Danimarca | 24. Frederik I, re di Danimarca               |                                                 |  |  |       |  |  |                                      |  |  |                                          |  |
|                                                      | 12. Christian III, re di Danimarca | 25. Anna von Brandenburg                      |                                                 |  |  |       |  |  |                                      |  |  |                                          |  |
| 6. Johann, duca di Schleswig-Holstein-Sonderburg     | 12. Christian III, re di Danimarca |                                               |                                                 |  |  |       |  |  |                                      |  |  |                                          |  |
|                                                      |                                    | 13. Dorothea von Sachsen-Lauenburg            | 26. Magnus I, duca di Sassonia-Lauenburg        |  |  |       |  |  |                                      |  |  |                                          |  |
|                                                      |                                    | 13. Dorothea von Sachsen-Lauenburg            | 26. Magnus I, duca di Sassonia-Lauenburg        |  |  |       |  |  |                                      |  |  |                                          |  |
|                                                      |                                    | 13. Dorothea von Sachsen-Lauenburg            | 27. Katharina von Braunschweig-Wolfenbüttel     |  |  |       |  |  |                                      |  |  |                                          |  |
| 3. Eleonore Sophie von Schleswig-Holstein-Sonderburg |                                    | 13. Dorothea von Sachsen-Lauenburg            |                                                 |  |  |       |  |  |                                      |  |  |                                          |  |
|                                                      |                                    | 14. Joachim Ernst, principe di Anhalt (= 8)   | 28. Johann IV, principe di Anhalt-Zerbst (= 16) |  |  |       |  |  |                                      |  |  |                                          |  |
|                                                      |                                    | 14. Joachim Ernst, principe di Anhalt (= 8)   | 28. Johann IV, principe di Anhalt-Zerbst (= 16) |  |  |       |  |  |                                      |  |  |                                          |  |
|                                                      |                                    | 14. Joachim Ernst, principe di Anhalt (= 8)   | 29. Margareta von Brandenburg (= 17)            |  |  |       |  |  |                                      |  |  |                                          |  |
| 7. Agnes Hedwig von Anhalt                           |                                    | 14. Joachim Ernst, principe di Anhalt (= 8)   |                                                 |  |  |       |  |  |                                      |  |  |                                          |  |
|                                                      |                                    | 15. Eleonore von Württemberg                  | 30. Christoph, duca del Württemberg             |  |  |       |  |  |                                      |  |  |                                          |  |
|                                                      |                                    | 15. Eleonore von Württemberg                  | 30. Christoph, duca del Württemberg             |  |  |       |  |  |                                      |  |  |                                          |  |
|                                                      |                                    | 15. Eleonore von Württemberg                  | 31. Anna Maria von Brandenburg-Ansbach          |  |  |       |  |  |                                      |  |  |                                          |  |
|                                                      |                                    | 15. Eleonore von Württemberg                  |                                                 |  |  |       |  |  |                                      |  |  |                                          |  |